# Ґембажув-Кольонія
Ґембажув-Кольонія (пол. Gębarzów-Kolonia) — село в Польщі, у гміні Скаришев Радомського повіту Мазовецького воєводства.
У 1975-1998 роках село належало до Радомського воєводства.